# گرمابه شنستق علیا
گرمابه شنستق علیا مربوط به دوره قاجار است و در شهرستان تاکستان، روستای شنستق علیا واقع شده و این اثر در تاریخ ۱۹ مرداد ۱۳۸۴ با شمارهٔ ثبت ۱۲۸۸۲ به‌عنوان یکی از آثار ملی ایران به ثبت رسیده است.